# Виборчий округ 194
Виборчий округ 194 — виборчий округ в Черкаській області. В сучасному вигляді був утворений 28 квітня 2012 постановою ЦВК №82 (до цього моменту існувала інша система виборчих округів). Окружна виборча комісія цього округу розташовується в Черкаському обласному центрі перепідготовки та підвищення кваліфікації працівників органів державної влади, органів місцевого самоврядування, державних підприємств, установ і організацій за адресою м. Черкаси, бульв. Шевченка, 307.
До складу округу входять Придніпровський район і входять частина Соснівського району міста Черкаси (територія між вулицями Смілянська, Гетьмана Сагайдачного та В'ячеслава Чорновола). Виборчий округ 194 межує з округом 195 на північному заході та з округом 198 з усіх інших сторін. Виборчий округ №194 складається з виборчих дільниць під номерами 710975-711029, 711039-711042, 711044, 711049, 711080-711100 та 711103.

## Народні депутати від округу
| Ім'я                           | Фото | Партія               | Скликання | Дата набуття повноважень | Дата припинення повноважень |
| ------------------------------ | ---- | -------------------- | --------- | ------------------------ | --------------------------- |
| Поплавський Михайло Михайлович |      | самовисуванець       | 7-ме      | 15 січня 2014            | 27 листопада 2014           |
| Петренко Олег Миколайович      |      | Блок Петра Порошенка | 8-ме      | 27 листопада 2014        | 29 серпня 2019              |
| Шпак Любов Олександрівна       |      | Слуга народу         | 9-те      | 29 серпня 2019           |                             |

## Результати виборів

### Парламентські

#### 2019
Кандидати-мажоритарники:
- Шпак Любов Олександрівна (Слуга народу)
- Євпак Віктор Миколайович (Голос)
- Кухарчук Дмитро Васильович (самовисування)
- Рубан Сергій Леонідович (Європейська Солідарність)
- Погостінська Юлія Олександрівна (Опозиційна платформа — За життя)
- Сухарьков Іван Васильович (Всеукраїнське об'єднання «Черкащани»)
- Макеєв Валерій Федорович (Сила і честь)
- Кузьмінська Світлана Олександрівна (Батьківщина)
- Згіблов Олександр Георгійович (Партія вільних демократів)
- Булатецький Микола Іванович (самовисування)
- Бордунос Людмила Іванівна (Самопоміч)
- Ніколаєва Анна Ігорівна (Радикальна партія)
- Єфремов Юрій Валерійович (Опозиційний блок)
- Лисак Олег Олександрович (самовисування)
- Кукуленко-Лук'янець Інна Володимирівна (Аграрна партія України)
- Рибченко Олександр Володимирович (самовисування)
- Лавров Ярослав Павлович (Демократична Сокира)

#### 2014
Кандидати-мажоритарники:
- Петренко Олег Миколайович (Блок Петра Порошенка)
- Жуковська Валентина Борисівна (самовисування)
- Бондаренко Анатолій Васильович (Батьківщина)
- Габров Андрій Володимирович (Народний фронт)
- Леус Роман Анатолійович (Радикальна партія)
- Гудзенко Володимир Вікторович (Опозиційний блок)
- Драгунов Віктор Юрійович (самовисування)
- Назаренко Сергій Анатолійович (Сильна Україна)
- Мельниченко Геннадій Петрович (Зелена планета)
- Авраменко Олена Анатоліївна (самовисування)
- Шокал Олександр Миколайович (самовисування)
- Осіпенко Тетяна Сергіївна (самовисування)

#### 2012
Кандидати-мажоритарники:
- Поплавський Михайло Михайлович (самовисування)
- Булатецький Микола Іванович (Батьківщина)
- Радуцький Олександр Романович (самовисування)
- Драгунов Віктор Юрійович (Комуністична партія України)
- Мамалига Володимир Володимирович (самовисування)
- Арсенюк Олексій Максимович (самовисування)
- Свинаренко Андрій Анатолійович (самовисування)
- Купрієнко Олег Васильович (Радикальна партія)
- Єрьоменко Володимир Миколайович (самовисування)
- Колісник Максим Вікторович (самовисування)
- Кузьоменський Валентин Іванович (самовисування)
- Покромович Сергій Олександрович (Руський блок)
- Бобровський Богдан Леонідович (самовисування)
- Тарашевський Олександр Олександрович (самовисування)
- Чорний Віталій Валерійович (Братство)
- Окопний Олексій Юрійович (самовисування)

## Явка
Явка виборців на окрузі: